# Episodi di Mozart in the Jungle (terza stagione)
La terza stagione della webserie Mozart in the Jungle, composta da dieci episodi, è stata interamente resa disponibile negli Stati Uniti dal servizio di streaming di Amazon il 9 dicembre 2016.
In Italia è andata in onda in prima visione sul canale satellitare Sky Atlantic dal 26 aprile al 24 maggio 2017.
| n° | Titolo originale                     | Titolo italiano                      | Pubblicazione USA | Prima TV Italia |
| -- | ------------------------------------ | ------------------------------------ | ----------------- | --------------- |
| 1  | La Fiamma                            | La Fiamma                            | 9 dicembre 2016   | 26 aprile 2017  |
| 2  | The Modern Piece                     | L'opera moderna                      | 9 dicembre 2016   | 26 aprile 2017  |
| 3  | My Heart Opens to Your Voice         | Il mio cuore è aperto alla tua voce  | 9 dicembre 2016   | 3 maggio 2017   |
| 4  | Avventura Romantica                  | Avventura romantica                  | 9 dicembre 2016   | 3 maggio 2017   |
| 5  | Now I Will Sing                      | L'ultima aria                        | 9 dicembre 2016   | 10 maggio 2017  |
| 6  | Symphony of Red Tape                 | La sinfonia della burocrazia         | 9 dicembre 2016   | 10 maggio 2017  |
| 7  | Not Yet Titled                       | Ancora senza titolo                  | 9 dicembre 2016   | 17 maggio 2017  |
| 8  | Circles Within Circles               | Bolle nelle bolle                    | 9 dicembre 2016   | 17 maggio 2017  |
| 9  | Creative Solutions for Creative Lies | Soluzioni creative per vite creative | 9 dicembre 2016   | 24 maggio 2017  |
| 10 | You're the Best or You F'ing Suck    | Sei il migliore o fai schifo         | 9 dicembre 2016   | 24 maggio 2017  |

## La Fiamma
- Titolo originale: La Fiamma
- Diretto da: Paul Weitz
- Scritto da: Paul Weitz

### Trama
Rodrigo si trova a Venezia per dirigere e curare il grande ritorno di Alessandra "La Fiamma", diva dell'opera assente dalle scene da tempo. Anche Hailey, ora membro del complesso di Andrew Walsh è di passaggio a Venezia per un concerto e Rodrigo decide di andare ad assistere insieme alla nuova collega. A causa di un piatto di cozze avariate, Hailey si sente male proprio nel mezzo del concerto ed è costretta ad abbandonare il palco, scatenando l'ira di Andrew, che la licenzia. Lasciata sola e senza un lavoro, Hailey viene accolta da Rodrigo e Alessandra. 
- Guest star: Monica Bellucci (La Fiamma), Dermot Mulroney (Andrew Walsh)
- Altri interpreti: Gael García Bernal (Rodrigo), Lola Kirke (Hailey)

## L'opera moderna
- Titolo originale: The Modern Piece
- Diretto da: Will Graham
- Scritto da: Kate Gersten e Matt Shire

### Trama
A New York continuano le proteste degli orchestrali, capitanati da Cynthia, dopo che Gloria ha messo in pausa i concerti e destinato l'auditorium ad altri tipi di spettacolo per far quadrare i conti. Rodrigo propone ad Alessandra di interpretare un brano tratto da un'opera moderna: seppure affascinata dall'idea, la difficoltà nell'immedesimarsi in un personaggio che non comprende a fondo la spaventa. Per questo motivo chiede ad Hailey di rimanere a Venezia per aiutarla ad entrare nel ruolo e le offre il posto di costumista personale per lo spettacolo. Anche Thomas cambia rotta ed inizia a sperimentare con la musica elettronica.
- Altri interpreti: Saffron Burrows (Cynthia), Bernadette Peters (Gloria), Malcolm McDowell (Thomas)

## Il mio cuore è aperto alla tua voce
- Titolo originale: My Heart Opens to Your Voice
- Diretto da: Patricia Rozena
- Scritto da: Will Graham

### Trama
Cynthia, Bob, Warren e Dee Dee prendono parte ad un particolare incontro con la dirigenza della Filarmonica, organizzato dal sindaco di New York. Erik fa una sorpresa a Hailey raggiungendola a Venezia, ma quando lui le confessa di aver votato contro le richieste dei membri dell'orchestra facendole perdere il lavoro, lei lo lascia. In un attimo di debolezza Alessandra rivela a Rodrigo che ha abbandonato il canto per anni perché sentiva che stava invecchiando, e la sua voce non era più in grado di raggiungere le note più alte. 
- Guest star: Danny Glover (sindaco di New York)
- Altri interpreti: Mark Blum (Bob), Joel Bernstein (Warren), John Miller (Dee Dee), Aaron Moten (Erik)

## Avventura romantica
- Titolo originale: Avventura Romantica
- Diretto da: Patricia Rozena
- Scritto da: Susan Coyle

### Trama
Dopo aver passato la notte con Rodrigo, Alessandra sparisce. Bepi, il manager di Alessandra, dà la colpa a Rodrigo e gli ordina di trovarla e convincerla a cantare. Non potendo dirigere le prove dell'orchestra, lascia il compito a Hailey, alla sua prima esperienza di conduzione. Nel frattempo anche Thomas e Gloria arrivano a Venezia, il primo per un concerto, la seconda per tentare di far tornare Rodrigo a New York. Rodrigo trova Alessandra nella casa dove è cresciuta, a Torcello, e la convince ad esibirsi dichiarando di amarla. 
- Guest star: Christian De Sica (Bepi)

## L'ultima aria
- Titolo originale: Now I Will Sing
- Diretto da: Paul Weitz
- Scritto da: Paul Weitz e Peter Morris

### Trama
Poco prima del concerto, Alessandra ordina ad Hailey di chiedere a Rodrigo se fosse sincero quando ha detto di amarla. Davanti ad Hailey, Rodrigo lascia intendere di averlo detto solo per ingraziarsi Alessandra, e lei lo rimprovera per il suo comportamento sia nei confronti della donna che dell'orchestra a New York. Resosi conto delle sue mancanze, Rodrigo bacia Hailey, proprio nel momento in cui arriva Alessandra. L'ira della donna per essere stata illusa sfocia la sera stessa in una performance impeccabile, che segna il suo grande ritorno sulle scene, complice anche una serie di colpi bassi che infligge a Rodrigo come vendetta durante lo spettacolo. Tuttavia Rodrigo ha la testa altrove: è appena venuto a sapere da Plácido Domingo della morte del Maestro Rivera. 
- Altri interpreti: Emilio Echevarría (Maestro Rivera)

## La sinfonia della burocrazia
- Titolo originale: The Symphony of Red Tape
- Diretto da: Azazel Jacobs
- Scritto da: Hannah Bos e Paul Thureen

### Trama
Tornato a New York, Rodrigo pensa che il battesimo della figlia di Virgil e Christophe possa essere un buon momento per porre fine alle dispute tra direzione e orchestra, dal momento che sono tutti presenti. Con la complicità di Thomas e Pavel chiude tutti gli invitati in Chiesa fino al raggiungimento di un accordo. Betty subentra a Cynthia nella trattativa con Gloria e dopo ore di negoziazione le due donne riescono a raggiungere un compromesso: le richieste dei musicisti vengono in gran parte approvate, ma a patto che tre membri dell'orchestra presentino le dimissioni. Una di questi è la stessa Betty, che però entra a far parte del tavolo dei dirigenti in qualità di rappresentante degli interessi degli orchestrali. Hailey intanto sorprende Thomas al piano, e gli chiede di darle alcune dritte per imparare a condurre. 
- Altri interpreti: Daniel Breaker (Virgil), Ken Barnett (Christophe), Sandro Isaack (Pavel), Debra Monk (Betty)

## Ancora senza titolo
- Titolo originale: Not Yet Titled
- Diretto da: Roman Coppola
- Scritto da: Roman Coppola

### Trama
Bradford Sharpe gira un documentario sulla prima performance dell'Orchestra Filarmonica di New York dopo il blocco dei concerti, una selezione di brani dal repertorio di Olivier Messiaen eseguiti per un pubblico di soli carcerati, presso il penitenziario di Rikers Island.
- Altri interpreti: Jason Schwartzman (Bradford Sharpe)

## Bolle nelle bolle
- Titolo originale: Circles Within Circles
- Diretto da: Tricia Block
- Scritto da: Noelle Valdivia

### Trama
Cynthia scopre di avere una frattura al polso che deve essere operata a breve e teme che questo possa compromettere la sua carriera. Hailey si dà da fare per il suo primo concerto da direttrice, in occasione dell'inaugurazione del nuovo locale di Lizzie: inizia a mettere su un'orchestra e nel frattempo prende lezioni da Thomas, che acconsente a farle eseguire il pezzo che ha quasi finito di comporre. Manuel viene a New York per consegnare a Rodrigo i cimeli più cari del Maestro Rivera, tra cui la sua bacchetta. Convintosi di avere il dovere morale di portare la musica ai più giovani, Rodrigo annuncia la nascita dell'Orchestra Filarmonica Giovanile ad una serata con gli investitori, scatenando l'ira di Gloria. 
- Altri interpreti: Hannah Dunne (Lizzie), Tenoch Huerta (Manuel)

## Soluzioni creative per vite creative
- Titolo originale: Creative Solutions for Creative Lives
- Diretto da: Gael García Bernal
- Scritto da: Will Graham e Susan Coyne

### Trama
Per finanziare il progetto dell'orchestra giovanile, Rodrigo si rivolge ad una banca per ottenere un prestito, ma senza successo. Decide comunque di provare a convincere l'impiegata che lo ha assistito, accompagnandola a prendere il figlio all'asilo, dove improvvisa una lezione di musica per i bambini. Lei, pur non potendo erogare il prestito, gli offre un assegno come supporto per l'iniziativa. Hailey è alle prese con le prove per il concerto, ma viene costantemente interrotta dalle incursioni di Thomas, non soddisfatto della sua composizione e di come venga diretta. Spinta dalla frustrazione del momento, Hailey risponde male ad una violinista, che abbandona il gruppo a poche ore dalla performance. La situazione viene salvata da Thomas, che contatta all'ultimo Joshua Bell come sostituto. 
- Altri interpreti: Prema Cruz (impiegata di banca)

## Sei il migliore o fai schifo
- Titolo originale: You're the Best or You F'ing Suck
- Diretto da: Paul Weitz
- Scritto da: Paul Weitz

### Trama
È arrivato il giorno dell'operazione al polso e Cynthia si confronta con Thomas. Hailey prende parte alle audizioni al buio per entrare di ruolo nell'orchestra della Filarmonica. Tuttavia il giorno dopo Rodrigo la raggiunge a casa sua per dirle che hanno preferito un altro candidato, sconfortandola profondamente. La ragazza si sfoga, ma quando Rodrigo le propone di aiutarlo con l'organizzazione dell'orchestra giovanile lei rifiuta: a livello lavorativo vorrebbe uscire dalla sua orbita per via dei sentimenti che prova nei suoi confronti. I due si baciano e passano la notte a fare l'amore. L'indomani Rodrigo si reca in auditorium per le audizioni dell'orchestra giovanile; Hailey inizia a pensare a come voltare pagina.